# Bataille de Jieting
Expéditions nordiques de Zhuge Liang
Batailles
Bataille de Xincheng - Révolte de Tianshui - Bataille de Jieting - Siège de Chencang - Bataille de Jianwei - Bataille du mont Qi - Bataille des plaines de Wuzhang
La bataille de Jieting fut livrée en 228 durant la période connue sous le nom de Trois Royaumes de Chine, dans le cadre de la première expédition nordique. Elle opposa les forces du Wei, commandées par Zhang He, à celles du Shu, dirigées par Ma Su, et se termina par une victoire décisive du Wei.

## Préparatifs
Zhuge Liang, le premier ministre et grand stratège du Shu, commence par envoyer les généraux Zhao Yun et Deng Zhi attaquer le Wei, pendant qu'il dirige personnellement une armée qui marche sur le mont Qi. Cao Rui, l'empereur du Wei, rentre précipitamment à Chang'an, la capitale du Wei pour organiser la riposte. Il envoie Zhang He barrer la route de Zhuge Liang, pendant que Cao Zhen devra, lui, arrêter Zhao Yun. De son côté, Zhuge Liang choisit les généraux Ma Su et Wang Ping pour stopper Zhang He.

## La bataille
Le contrôle de Jieting était essentiel pour pouvoir assurer le transport du matériel et des provisions jusqu'au front, c'est pourquoi Zhuge Liang envoie Ma Su et Wang Ping garder ce point stratégique. Cependant, une fois sur place, Ma Su n'écoute pas les conseils tactiques de Wang Ping et préfère agir en se basant sur ses connaissances théoriques. C'est ainsi, qu'au lieu de suivre l'avis de Wang et d'installer son camp dans une ville ou en plaine, il préfère s'installer dans les hauteurs. Incapable de faire changer son chef d'avis, Wang Ping réussit tout de même à obtenir de Ma Su le commandement d'une partie des troupes et le droit de s'installer dans un campement à part. L'idée de Wang est que, si jamais Ma Su est en danger, il pourra toujours essayer de rétablir la situation avec ses troupes.
Lorsque Zhang He arrive sur place, il décide, après avoir évalué la situation, d'encercler la colline où Ma Su s'est installé, coupant ainsi les approvisionnements en eau de l'armée du Shu. Après avoir assoiffé les troupes du Shu, Zhang lance une attaque et met le feu au camp de Ma Su. Voyant cela, Wang Ping lance ses troupes à l'assaut pour aider Ma Su, mais finalement le Shu subit une défaite cuisante, perdant à la fois le fort de Ma Su et les troupes de Wang Ping. Ayant survécu à la bataille, Ma Su préfère s'enfuir que de subir les conséquences de ses actes, mais finit par être capturé par les forces du Shu.

## Conséquences de la bataille
À cause de la perte de Jieting, la chaîne d'approvisionnement de l'armée de Zhuge Liang est coupée, l'obligeant à se replier à Hanzhong, sa base principale, ce qui provoque l'échec final de la première expédition nordique.
Après leur capture, Ma Su et ses subordonnés Zhang Xiu (張休) et Li Sheng (李盛) sont condamnés à mort par Zhuge Liang. Finalement, Ma Su meurt de maladie en prison, pendant que ses deux subordonnés sont exécutés.
Après cette condamnation, Zhuge Liang envoie une lettre d’excuse à l’empereur Liu Shan :
« Votre serviteur a trop compté sur ses faibles capacités pour entreprendre une tâche qui le dépassait avec trois armées. J’ai été incapable de maintenir mon autorité et ma vigilance, ce qui a valu notre défaite dans la vallée de Ji. La faute en a été mon manque de jugement moral pour décider du général à qui déléguer mon autorité. Ma sagesse est insuffisante pour déterminer bonté ou malice chez les autres. Votre serviteur doit être tenu responsable tel qu’il est prescrit dans les Annales des Printemps et des Automnes concernant la sanction des commandants vaincus. Je sollicite à être dégradé de trois rangs en rémission de mes erreurs. »
Liu Shan rétrograde Zhuge Liang au rang de général de la droite (右將軍, yòu jiāngjūn). Zhuge Liang garde cependant tous les devoirs et tâches de Premier ministre.

## La bataille dans la culture populaire et les œuvres de fiction
Dans le roman des trois royaumes de Luo Guanzhong, c'est un Zhuge Liang en larme qui ordonne l'exécution de Ma Su, alors qu'il avait loué l'intelligence du fautif durant les précédents chapitres du livre. Cette scène a été reprise dans une pièce d'opéra chinois et a donné naissance au proverbe chinois "essuyer ses larmes et exécuter ma Su" (chinois simplifié : 挥泪斩马谡 ; chinois traditionnel : 揮淚斬馬謖 ; pinyin : Huī Lèi Zhán Mǎ Sù), qui signifie "punir une personne pour ses méfaits, indépendamment des liens avec elle ou de ses capacités". l'équivalent japonais de ce proverbe est "exécuter Ma Su avec les larmes aux yeux" (泣いて馬謖を斬る, Naite Bashoku wo kiru).
Toujours dans le roman, la perte de Jieting met en danger la ville de Xicheng (西城), où se trouve Zhuge Liang. Ce dernier utilise alors le piège de la ville vide pour tromper l'ennemi, avant de se replier.
Dans beaucoup d'histoires, y compris le roman, Sima Yi participe à la bataille comme général du Wei, mais cet événement est impossible selon sa biographie dans les Chroniques des Trois Royaumes. Roberts Moss a écrit un commentaire à ce sujet dans le quatrième volume de sa traduction en anglais du roman de Luo Guanzhong :
"Historiquement, Sima Yi n'était pas sur le front occidental lors de l'épisode du «piège de la ville vide », mais sur le front du Sud, face au Wu, qui est alors bien plus important stratégiquement. Sima Yi ne fut redéployé sur le front occidental que lors de la quatrième offensive de Kongming, lors de la bataille du mont Qi. Les différentes fictions tendent à donner plus d'importance au conflit entre le Wei et le Shu qu'au conflit entre le Wei et le Wu, et le roman des Trois Royaumes pousse cette logique de la rivalité entre Kongming et Sima Yi jusqu'à inclure ce dernier dans les événements de 228"